# 훌리오 마뇽
훌리오 마뇽(영어: Julio Alberto Manon, 1973년 6월 10일 ~ )은 도미니카 공화국의 전 야구 선수다.

## 같이 보기
- 2004년 KIA 타이거즈 시즌